# Eumerus obliquus
Eumerus obliquus là một loài ruồi trong họ Ruồi giả ong (Syrphidae). Loài này được Fabricius mô tả khoa học đầu tiên năm 1805. Eumerus obliquus phân bố ở vùng Châu Phi